# Ideoblothrus seychellensis
Ideoblothrus seychellensis es una especie de arácnido del orden Pseudoscorpionida de la familia Syarinidae.

## Distribución geográfica
Se encuentra en las islas Seychelles.